# Hermitage (Carriacou)
Hermitage (dt.: „Einsiedelei“) ist eine Siedlung an der Südspitze der Insel Carriacou im Inselstaat Grenada in der Karibik.

## Geographie
Der Ort liegt an der Südküste der Tyrell Bay auf dem südwestlichsten Zipfel der Insel und südlich von Argyle. Im Osten schließt sich Belmont an.